# Charles M. Hays

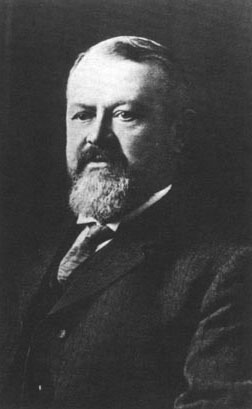
Charles M. Hays

Charles Melville Hays (* 16. Mai 1856 in Rock Island, Illinois; † 15. April 1912 im Nordatlantik beim Untergang der Titanic) war ein US-amerikanischer Eisenbahn-Unternehmer und zuletzt Präsident der Grand Trunk Railway. Er überwachte den Bau der Grand Trunk Pacific Railway, zu deren Präsident er 1904 ernannt wurde. Die Einweihung erlebte er jedoch nicht mehr, da er 1912 beim Untergang der Titanic ums Leben kam.

## Anfänge
Charles M. Hays kam 1856 in der Stadt Rock Island in Illinois an der Grenze zu Iowa zur Welt. 1873 begann er im Alter von 17 Jahren für die Atlantic and Pacific Railroad zu arbeiten. 1878 wurde er Sekretär des General Managers der Missouri Pacific Railroad und 1884 nahm er dieselbe Position bei der Wabash, St. Louis and Pacific Railway ein. 1887 stieg er zum General Manager der Tochtergesellschaft Wabash Western Railroad und 1889 zum Vice-President der Wabash, St. Louis and Pacific Railway auf.
Hays lebte viele Jahre in Kanada und arbeitete dort für die Grand Trunk Railway, einer der damals größten Eisenbahngesellschaften Kanadas. Bei einer Neuorganisation des Unternehmens im Jahr 1895 wurde er mit Wirkung vom 1. Januar 1896 zum General Manager ernannt. Bis auf eine kurze Unterbrechung 1901 hatte Hays von 1899 bis 1910 die Position des General Manager inne. Ab dem 1. Januar 1910 war er Präsident des gesamten Unternehmens.

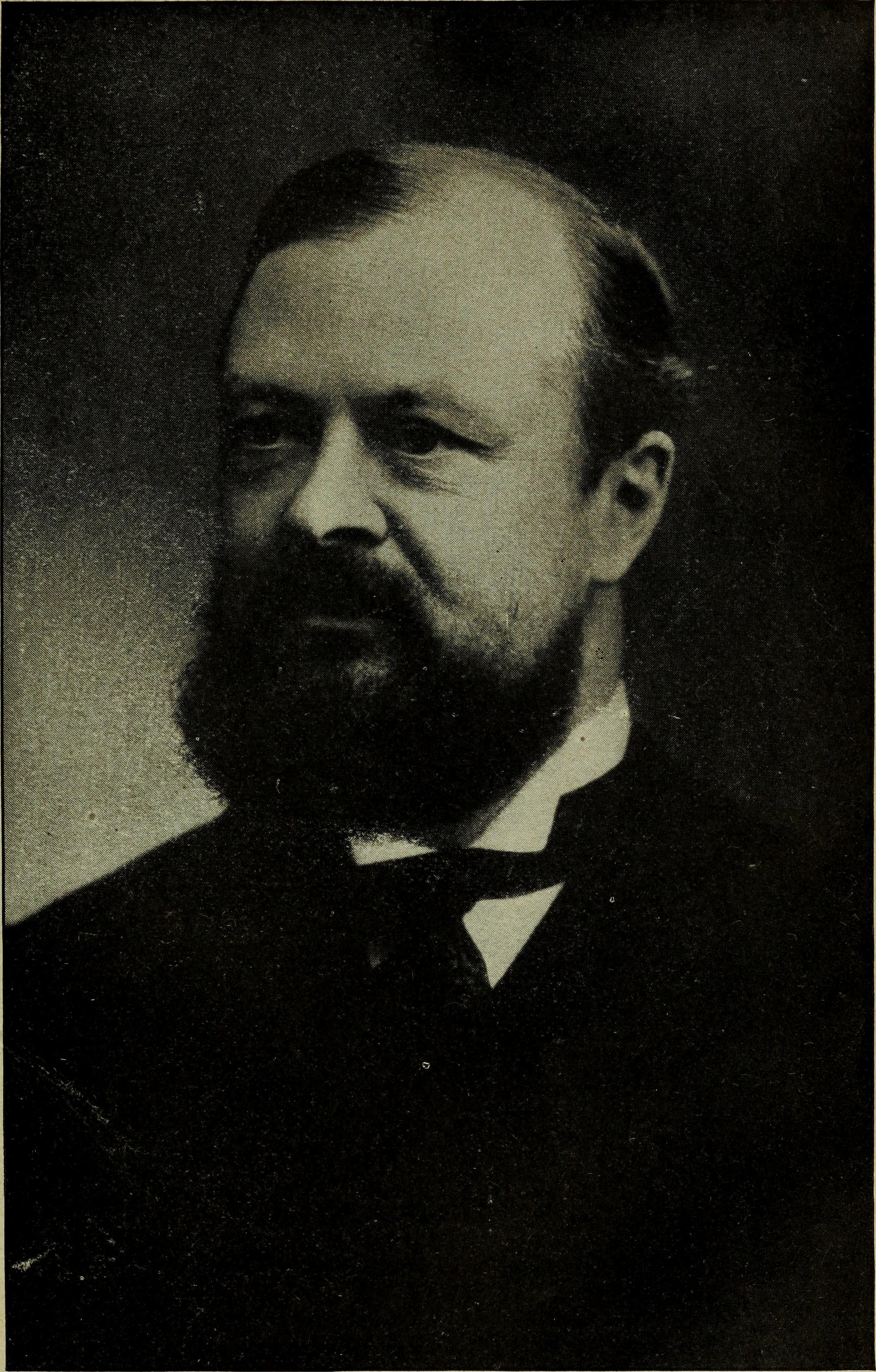
Charles M. Hays.

Hays ging während einer Zeit der wirtschaftlichen Rezession nach Kanada. Sein Plan war es, das Management und die Arbeitsweise der Grand Trunk Railway in eine angriffslustigere, US-nahe Richtung zu lenken. Das Wachstum des amerikanischen Eisenbahnwesens in der ersten Hälfte des 20. Jahrhunderts wird unter anderem dieser Tatsache zugeschrieben. Außerdem wollte er der Canadian Pacific Railroad Konkurrenz machen, die durch einen Einwanderungsboom in den ländlichen Regionen Rekordzahlen bei der Passagierbeförderung verzeichnete.
1907 wurde Charles Hays mit dem höchsten Orden Japans, dem Orden der Aufgehenden Sonne, ausgezeichnet. 1910 wurde ihm die Ritterschaft angeboten, was ihn zu Sir Charles Hays gemacht hätte. Er lehnte diese Ehrung jedoch ab, da sie den Verlust seiner US-amerikanischen Staatsbürgerschaft zur Folge gehabt hätte. Hays interessierte sich auch für das Gesundheits- und Bildungswesen und für wohltätige Zwecke. Er war unter anderem Vorsteher des Montreal General Hospital, des Royal Victoria Hospital und der McGill University in Montreal.

## Bau der transkontinentalen Eisenbahnstrecke
1899 schlossen die beiden kanadischen Eisenbahnunternehmer Sir William Mackenzie und Sir Donald Mann mehrere kleinere Eisenbahngesellschaften zur Canadian Northern Railway zusammen und planten den Bau einer zweiten transkontinentalen Eisenbahnverbindung. Finanzielle Unterstützung durch die kanadische Regierung lehnten sie jedoch ab, da sie es aus eigenen Kräften schaffen wollten. Auf Druck von Hays nahm die Grand Trunk Railway staatliche Unterstützung an, was sie noch in den 1870ern strikt abgelehnt hatte. Durch diese Tatsache hatte sich die Regierung damals der Canadian Pacific Railroad zugewandt. Da er erkannte, dass es ein Fehler war, nicht in den Westen zu expandieren, nahm Hays das Angebot der Regierung an, eine Eisenbahnstrecke von Prince Rupert in British Columbia (kanadische Westküste) nach Moncton in New Brunswick (kanadische Ostküste) zu bauen. Diese Strecke sollte den Namen Grand Trunk Pacific Railway tragen.
Im Oktober 1903 passierte der National Transcontinental Railway Act das kanadische Parlament. Hays war daraufhin in die Beaufsichtigung des Baus des Streckenabschnitts westlich von Winnipeg involviert. Grand Trunk hatte die Verantwortung für den westlichen Teil der Strecke übernommen, während die Regierung den östlichen Teil von Winnipeg nach Moncton übernahm, darunter den kostspieligen Bau der Quebec Bridge über dem Sankt-Lorenz-Strom. Die gesamte Verbindung sollte jedoch von der Grand Trunk Railway als ein System verwaltet werden. 1904 wurde Hays zum Präsidenten der Grand Trunk Pacific Railway ernannt.
Der Spatenstich für das Bauvorhaben wurde am 11. September 1905 in Fort William in Ontario durch Premierminister Wilfrid Laurier vorgenommen. Von dort aus wurde durch die Grand Trunk Pacific Construction Company ein 190 Meilen langer Streckenabschnitt bis in die Nähe von Sioux Lookout gebaut. Das Projekt erwies sich als kontrovers und Hays für einige seiner Entscheidungen kritisiert, darunter die Wahl von Prince Rupert als Endstation. Auch der Finanzierung haperte es trotz staatlicher Zuwendung. Ende des Jahres 1911 hatte das Unternehmen Schulden in Millionenhöhe. Mehrere neue Vorhaben sollten Grand Trunk wieder in die roten Zahlen bringen, darunter der Bau einer Kette von Luxushotels in Kanada. Hays hatte bereits das Château Laurier in Ottawa gebaut und sechs weitere waren in Planung, darunter das Fort Garry in Winnipeg und das Hotel Macdonald in Edmonton.
Trotz der Schwierigkeiten konnte die Strecke fertiggestellt werden, jedoch erst im April 1914, zwei Jahre nach Hays‘ Tod.

## Privatleben
Am 13. Oktober 1881 heiratete Hays in St. Louis, Missouri die 22-jährige Clara Jennings Gregg, die aus dieser Stadt stammte. Sie bekamen vier Töchter: Orian Scott Hays (später Mrs. Thornton Mattice Davidson), Clara Gregg Hays (Mrs. Hope Castle Scott), Marjorie Hays (Mrs. George Duffield Hall) und Louise Morris Hays (Mrs. Arthur Harold Grier).
Im Jahr 1912 verbrachte Charles Hays die Osterfeiertage mit seiner Frau, seiner Tochter Orian und seinem Schwiegersohn Thornton Davidson in Paris. Da er an der feierlichen Eröffnung des Château Laurier am 26. April 1912 in Ottawa teilnehmen sollte, ging die Gruppe als Passagiere am 10. April 1912 in Southampton an Bord der Titanic, dem bis dahin größten Schiff der Welt, das zu seiner Jungfernfahrt nach New York in See stach. Ein weiterer Grund für die Rückreise war die schwierige Schwangerschaft der Hays-Tochter Louise Grier, der möglicherweise ein Kaiserschnitt bevorstand.
Die Gruppe belegte insgesamt vier Kabinen der Ersten Klasse auf dem B-Deck. Das Ehepaar Hays bewohnte die Kabine B-69 und das Ehepaar Davidson die Nachbarkabine B-71. Clara Hays‘ Dienstmädchen Mary Perreault war in B-73 untergebracht und Charles Hays‘ Sekretär Vivian Payne in B-24. Am Abend des 14. April saß Hays mit Colonel Archibald Gracie und dem Schiffsmagnaten Captain Edward Crosby im Rauchsalon der Ersten Klasse und besprach mit ihnen die rasanten technischen Fortschritte im Transportwesen. Er drückte seine Besorgnis folgendermaßen aus: „Der Trend, immer schneller und leichtlebiger mit immer größeren Schiffen zu spielen, wird in einer Tragödie enden“.
Etwa 20 Minuten später rammte die Titanic den Eisberg. Hays schien nicht davon auszugehen, dass das Schiff schnell sinken würde. Als er seine Frau und seine Tochter in ein Rettungsboot setzte, sagte er ihnen, dass das Schiff noch „mindestens 10 Stunden schwimmfähig sei“. Clara Hays, Orian Davidson und Mary Perreault überlebten im Rettungsboot Nr. 3. Dieses Boot wurde auf der Steuerbordseite zu Wasser gelassen, wo der Erste Offizier William M. Murdoch das Ausbooten überwachte. Im Gegensatz zu Charles Lightoller auf der Backbordseite ließ Murdoch auch Männer in die Boote, wenn nach dem Einsteigen der Frauen und Kinder noch Platz war. Charles Hays, sein Schwiegersohn und sein Sekretär blieben trotzdem an Bord. Alle drei kamen bei dem Untergang ums Leben. Die drei Frauen wurden zusammen mit den anderen Überlebenden an Bord der Carpathia nach New York gebracht, wo das Schiff am 18. April einlief.

## Postum
Am 25. April 1912 wurde bei der gesamten Grand Trunk Railway eine fünfminütige Schweigepause für den verstorbenen Unternehmenspräsidenten eingelegt. Am darauffolgenden Tag fand der Kabelleger Minia, der neben anderen Schiffen mit der Bergung der Todesopfer beauftragt war, die Leiche von Charles Hays (#307) im Nordatlantik. Am 8. Mai 1912 fand auf dem Friedhof Mont-Royal in Montreal die Beisetzung statt. Am selben Tag wurden in der American Presbyterian Church in Montreal und in der Church of St. Edmund King and Martyr in London Trauerfeiern für Hays abgehalten. Er wurde in der Pine Hill Section des Mount Royal Cemetery (Grab # 246) bestattet.
Die Stadt Melville in der kanadischen Provinz Saskatchewan wurde nach Hays benannt, ebenso die Charles Hays Secondary School in Prince Rupert. Clara Hays heiratete nach dem Tod ihres Mannes nicht nochmals und lebte bis zu ihrem Tod 1955 hauptsächlich in Maine. Sie wurde neben ihrem Ehemann bestattet. Auch Orian Davidson wurde nach ihrem Tod 1979 neben ihren Eltern beigesetzt.